# Pastetten
Pastetten är en kommun och ort i Landkreis Erding i Regierungsbezirk Oberbayern i förbundslandet Bayern i Tyskland.
Kommunen ingår i förvaltningsgemenskapen Pastetten tillsammans med kommunen Buch am Buchrain.